# 佐藤瀬奈
佐藤 瀬奈 日本のファッションモデル
元オスカープロモーション所属

## 略歴
- 13歳の時に雑誌『ラブベリー』の専属モデルとしてキャリアをスタート[2]。以後5年間、ラブベリーナとして活動。
- 日テレジェニック2011の候補生にエントリーされ、『アイドルの穴』に出演。おっとりとした言動から「ほっこりアイドル」と名付けられ、準日テレジェニックとして「ベスト癒やし系賞」をもらう。
- 現在は雑誌『LARME』のモデルとして活動している[3]。

## 人物
- 特技は、なわとび。
- 趣味は、ハンドメイド・カメラ・お菓子作り・カフェめぐり。
- 5歳上の姉がいる[4]。
- 名前の「瀬奈」は、父がアイルトン・セナのファンだったことから付けられたという[3]。
- SDN48のメンバーでもあった尻無浜冴美は中学時代からの親友[5]。
- 岩井七世[6]、日笠麗奈[7]とも仲が良い。

## 出演

### バラエティ
- U-15.F スキにさせて!（2003年4月6日 - 9月28日、テレビ東京）
- おはスタ（2004年、テレビ東京） - ゲスト出演
- elements〜メンデレーエフの奇妙な棚〜（2004年 - 2008年、サイエンスチャンネル）
- tokyo anatomy（2004年、サイエンスチャンネル）
- 四季食彩（J:COM） - グルメリポーター
- オフ娘!（J:COM） - リポーター
- 遠藤淳 日本を救え! 僕たちに出来ること（テレビ東京）
- アイドルの穴〜日テレジェニックを探せ!〜（2011年4月 - 6月、日本テレビ）

### テレビドラマ
- キューティーハニー THE LIVE 第2話（2007年10月9日、テレビ東京）

### イメージガール
- バンダイ Hobby Girlsシリーズ イメージガール（2003年） - 川尻光紀、エリザベス泉とのユニット

### CM
- バンダイ CANバッチgood super!（2003年） - 川尻光紀、エリザベス泉とのユニット
- バンダイ Hobby Girlsシリーズ （2003年） - 川尻光紀、エリザベス泉とのユニット
- アサヒ飲料 三ツ矢爽レモンサイダー（2005年）
- ディズニーランド クリスマスver.（2005年）
- 日本郵政公社 追伸キャンペーン 同級生篇（2006年）
- NTT DOCOMO 友達編（2006年）
- イオン 浴衣編（2007年）
- 任天堂 DS 大合奏!バンドブラザーズ（2008年）
- ディズニーシー 春キャン（2009年）
- ゼスプリ ゴールドキウイ（2009年）
- ソフティモ クレンジング編（2010年）
- ソフティモ 洗顔編（2010年）

### 雑誌
- ラブベリー（2002年 - 2007年、徳間書店） - 元専属モデル
- ニコラ 別冊マルイカタログ（新潮社）
- Seventeen（集英社）
- mina ビューティページ（主婦の友社）
- Alice DECO（インフォレスト）
- ディズニーファン（講談社）
- デジタルカメラメディアマガジン（インプレス）
- stedy.（宝島社）
- with ビューティーページ（講談社）
- ar（主婦と生活社）
- mini（宝島社）
- PS アンティローザタイアップページ
- 古着mix アンティローザタイアップページ
- USED mix
- Ray（主婦の友社）
- LARME（徳間書店）

### カタログ
- Cupop（セシール）
- 鈴乃屋
- 日本橋かのこ
- アンティローザ
- いちご新聞（サンリオ）

### ウェブ
- ローリエプレス（2018年7月30日[8] ）